# Ruta Nacional 64 (Colombia)
La Ruta Nacional 64 es una ruta colombiana de tipo transversal, que va desde el corregimiento de Guane, municipio de Barichara en el departamento del Santander hasta el cruce de la Ruta Nacional 65 dentro del municipio de Hato Corozal en el departamento de Casanare.
La Resolución 3700 de 1995 estableció una ruta con 8 tramos que iniciaba desde el sitio conocido como la Ye de Barrancabermeja donde se desprende de la Ruta Nacional 66 y finalizaría cerca a la Isla de Santa Lucía (Cravo Norte) de río Meta en el departamento de Arauca sobre los límites con Venezuela. No obstante, la Resolución 5471 de 1999 eliminó 4 tramos (6401, 6406, 6407 y 6408) dejando solamente 4 tramos, aunque en el tramo 6402 fue acortado ya que su inicio era en el municipio de Zapatoca y actualmente inicia en el Municipio de Barichara.
La ruta actual tiene una longitud aproximada de 269,31 kilómetros (265,92 km. en tramos y 3,39 km. en ramales) de los cuales unos 140,52 km. se encuentran pavimentados. Las zonas sin pavimentar se concentran especialmente en los tramos 6403 (de Mogotes a Onzaga) y 6404 (de Socha a Sácama), siendo este último tramo bastante deteriorado y con cierres durante el invierno, a pesar de permitir el acceso entre Santander y los Llanos orientales. El tramo 6401 eliminado hace parte de la Red Secundaria departamental de Santander así como parte del tramo 6402 que correspondía entre Zapatoca y Barichara. El Tramo 6406 existe pero hace parte de la Red secundaria departamental de Casanare con el código 85125-2. El Tramo 6407 existe bajo el código 65AR02 y hace parte de la Red Secuendaria Departamental de Arauca, del Tramo 6408 no existe vía construida así como tampoco conexión vial por el lado Venezolano cerca a la Isla de Santa Lucía.
Según Decreto 1735 de 2001, los tramos 6404 y 6405 forman parte de la Ruta de Los Libertadores, la 6403 hace parte de la Transversal San Gil-Mogotes-La Rosita mientras que el tramo 6402 así como el ramal 64ST02 forman parte de otros proyectos varios.

## Tramos

### Tramos actuales
|  | Tramo | Inicio                     | Final                        | Distancia (km) |
|  | 6401  | Girón                      | Zapatoca                     | 68,5           |
|  | ----- | -------------------------- | ---------------------------- | -------------- |
|  | 6402  | Cruce de Guane (Barichara) | San Gil                      | 27.33          |
|  | 6403  | San Gil                    | Onzaga                       | 78,01          |
|  | 6404  | Belén                      | Sácama                       | 128,50         |
|  | 6405  | Sácama                     | Cruce Ruta 65 (Hato Corozal) | 32,08          |

### Tramos eliminados o anteriores
| Tramo | Inicio                         | Final                                             | Estado Actual                          |
| ----- | ------------------------------ | ------------------------------------------------- | -------------------------------------- |
|       |                                |                                                   |                                        |
| 6406  | Hato Corozal                   | Puerto Colombia (Hato Corozal)                    | Red Secundaria Departamental (85125-2) |
| 6407  | Puerto Colombia (Hato Corozal) | Cravo Norte                                       | Red Secundaria Departamental (65AR02)  |
| 6407  | Cravo Norte                    | Santa Lucía (Cravo Norte - límites con Venezuela) | Carretera Inexistente                  |

## Ramales

### Ramales actuales
| Departamento | Ramal  | Descripción   | Longitud km. |
| ------------ | ------ | ------------- | ------------ |
| Santander    | 64ST02 | Ramal a Guane | 3,39         |

### Ramales eliminados o anteriores
| Departamento | Ramal  | Descripción                    | Estado Actual                |
| ------------ | ------ | ------------------------------ | ---------------------------- |
| Boyacá       | 64BY01 | Alto de Sagra - Jericó         | Red Secundaria Departamental |
| Boyacá       | 64BY02 | El Arbolito - Chita - La Uvita | Red Secundaria Departamental |
| Boyacá       | 64BY03 | El Uvo - Paz de Río            | Red Secundaria Departamental |
| Santander    | 64ST01 | Zapatoca - Girón               | Red Secundaria Departamental |
| Santander    | 64ST03 | Ramal a Villanueva             | Red Secundaria Departamental |

## Detalles de la ruta
En el detalle de la ruta se hace una breve descripción del trazado inicial de la Ruta Nacional por los principales sitios de Colombia por donde atraviesa separando ramo por tramo, su trazado va de sur a norte para las troncales y de oriente a occidente para las transversales.
Carreteras color rojo: Corresponden a la red vial Nacional actual.
Carreteras color naranja: Corresponden al trazado inicial de la ruta nacional que actualmente forman parte de la Red Vial Secundaria.
Carreteras color marrón: Corresponden al trazado inicial de la ruta nacional que actualmente forman parte de la Red Vial Terciaria.
Carreteras color gris: Corresponden al trazado inicial de la ruta nacional que actualmente son carreteables y no pertenecen a ninguna red vial nacional.
Carreteras color blanco: Corresponden al trazado inicial de la ruta nacional que actualmente no existe vía construida.

### Ruta actual
| Tramo | Tramo | Tramo        | Tramo             | Tramo     | Tramo | Tramo        | Tramo             | Tramo | Tramo | Tramo        | Tramo             | Observaciones |
| Tramo | Ruta  | Distancia km | Detalle recorrido | Principal | Ruta  | Distancia km | Detalle recorrido | Tramo | Ruta  | Distancia km | Detalle recorrido | Observaciones |
| ----- | ----- | ------------ | ----------------- | --------- | ----- | ------------ | ----------------- | ----- | ----- | ------------ | ----------------- | ------------- |
|       |       |              |                   |           |       |              |                   |       |       |              |                   |               |
|       |       |              |                   |           |       |              |                   |       |       |              |                   |               |